# Naarden

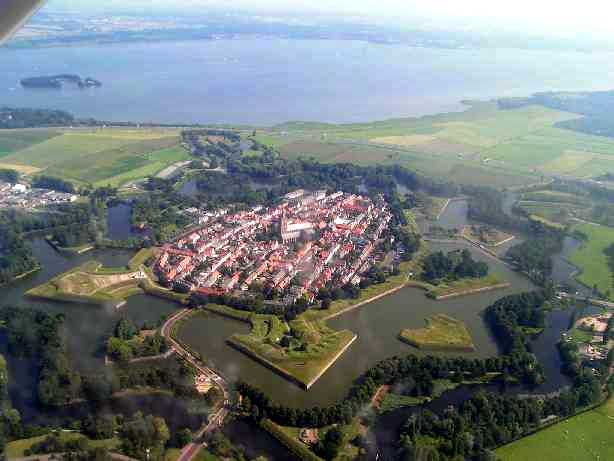
Den äldsta delen av Naarden.

Naarden är en stad och tidigare kommun i provinsen Noord-Holland i Nederländerna. Naarden hade 17 174 invånare 2007 och tillhör sedan 2016 kommunen Gooise Meren.